# Cantón de Agen-Noreste
El cantón de Agen-Noreste era una división administrativa francesa, que estaba situada en el departamento de Lot y Garona y la región de Aquitania.

## Composición
El cantón estaba formado por dos comunas, más una fracción de la comuna que le daba su nombre:
- Agen (fracción)
- Bajamont
- Pont-du-Casse

## Supresión del cantón de Agen-Noreste
En aplicación del Decreto n.º 2014-257 de 26 de febrero de 2014, el cantón de Agen-Noreste fue suprimido el 22 de marzo de 2015 y sus 3 comunas pasaron a formar parte; dos del nuevo cantón del gen-1 y la fracción de la comuna que le daba su nombre se unió con las demás fracciones para que, por medio de una reestructuración cantonal, fueran creados los nuevos cantones de Agen-1, Agen-2, Agen-3, Agen-4.